# Stålsberga

Stålsberga är en liten by som ligger 5 kilometer norr om Arvikas centralort i Värmland. Byn ligger längs med västsidan av sjön Racken och har cirka 25 hushåll. Flera byggnader uppfördes under 1600- och 1800-talen. Den äldsta släktgården heter Norstuga och har varit hem för familjen Chytraeus-Magnusson i fem generationer. 
I Stålsberga verkade delar av Rackstadkolonin kring sekelskiftet 1900. Konstnärskolonins målningar och andra verk finns utställda på Rackstadmuseet som invigdes av kung Carl XVI Gustaf den 14 juni 1993 i Arvika.